# 7802 Takiguchi
7802 Takiguchi eller 1996 XG1 är en asteroid i huvudbältet som upptäcktes den 2 december 1996 av den japanska astronomen Takao Kobayashi vid Ōizumi-observatoriet. Den är uppkallad efter Setsuo Takiguchi.
Asteroiden har en diameter på ungefär 9 kilometer och den tillhör asteroidgruppen Nysa.